# Clematis napaulensis
Clematis napaulensis är en ranunkelväxtart som beskrevs av Dc.. Clematis napaulensis ingår i släktet klematisar, och familjen ranunkelväxter. Inga underarter finns listade i Catalogue of Life.

## Bildgalleri

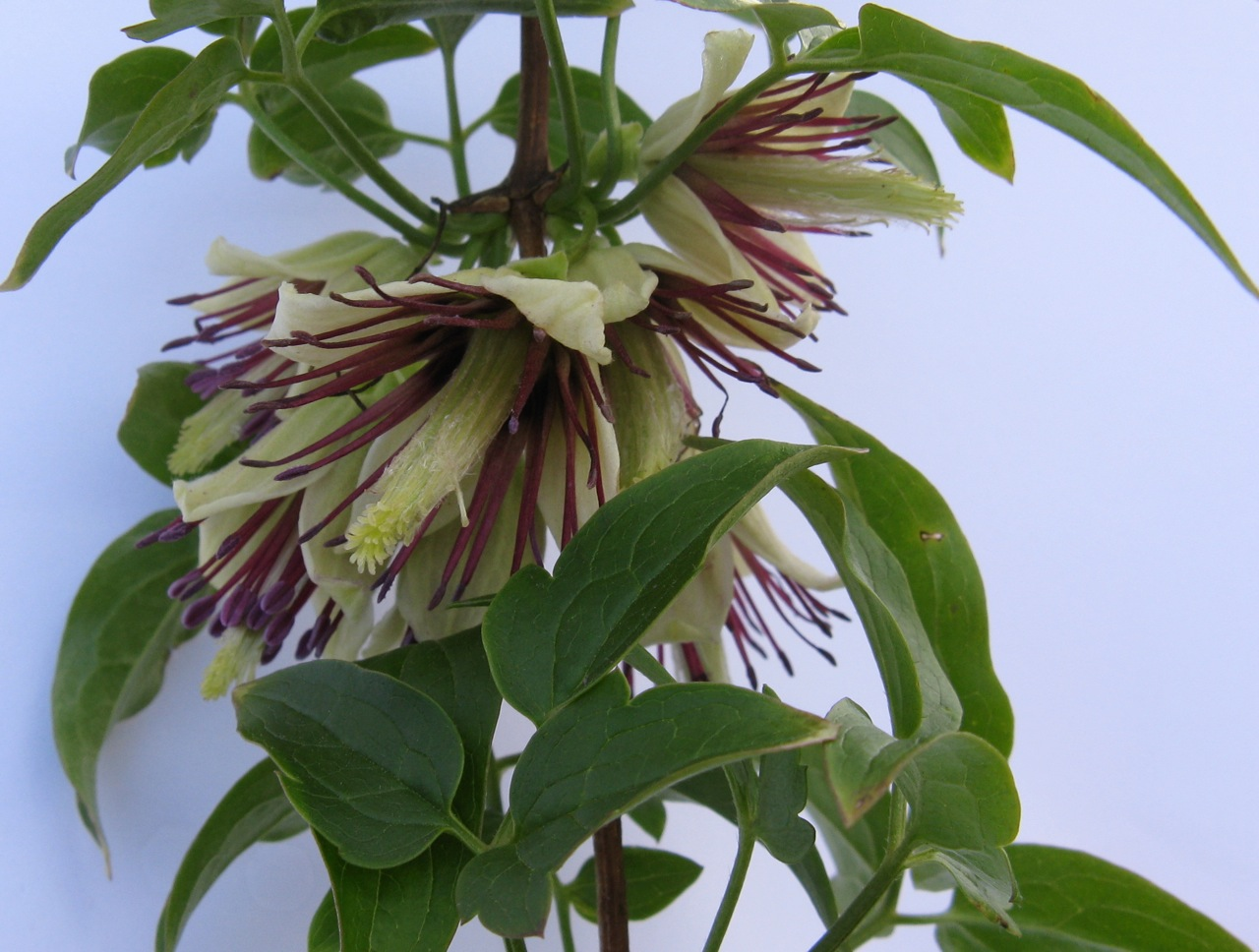
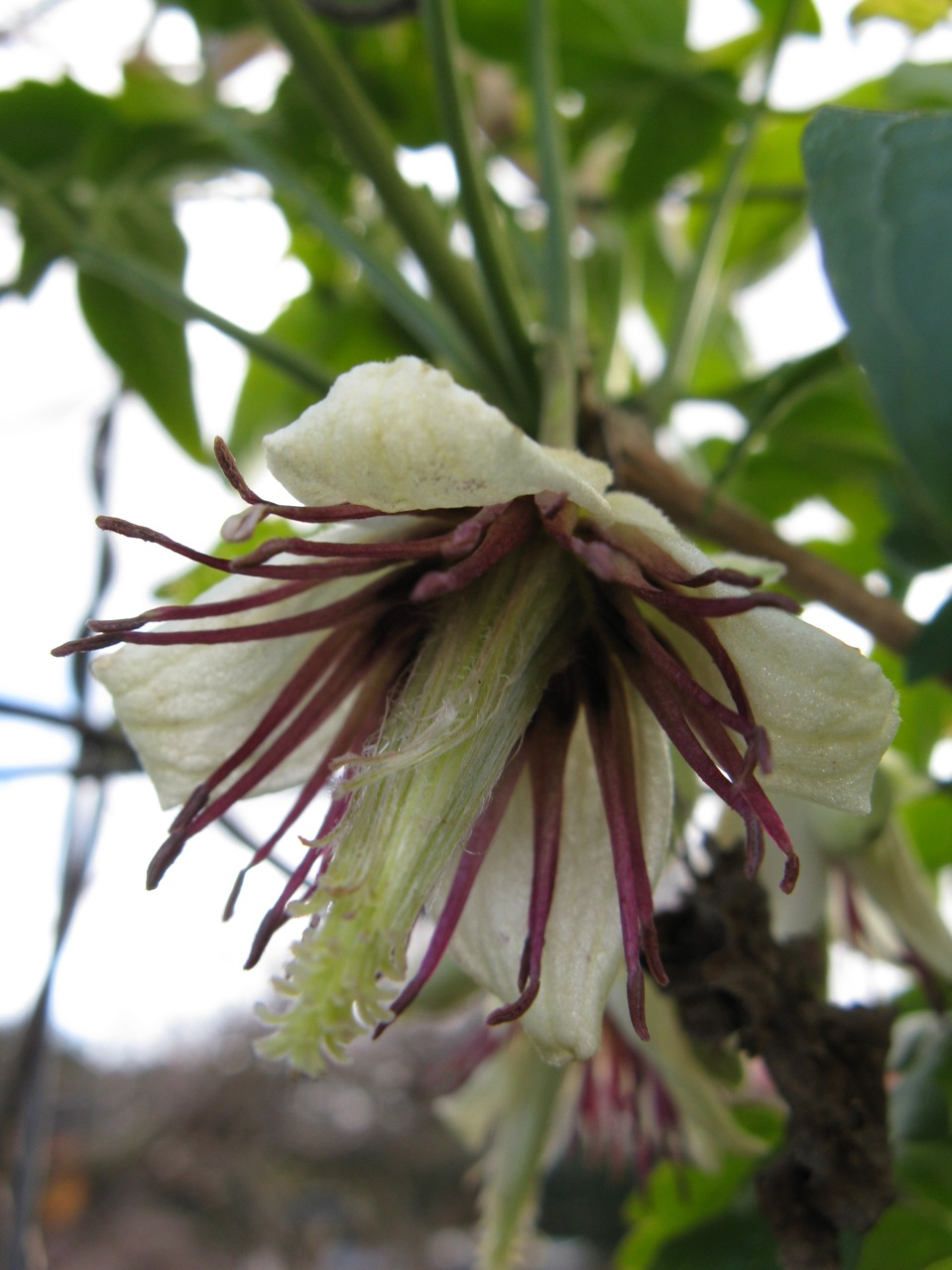